# Acceleraționism
În filosofia politică și teoriile sociale⁠(d), acceleraționismul reprezintă convingerea că progresul tehnologic și capitalismul pot fi sau ar trebui să fie „accelerate”. Scopul principal al teoriei era acela de a declanșa o revoluție prin intermediul căreia să existe o schimbare de sistem și să putem formula noi sisteme politice și economice. Conceptul își are originea în ideea de deteritorializare⁠(d) introdusă de gânditorii francezi Gilles Deleuze și Félix Guattari în lucrarea Capitalism și Schizofrenie⁠(d), respectiv în lucrările filosofului englez Nick Land⁠(d). Acceleraționismul tinde să analizeze și promoveze forțele sociale, economice, culturale și libidice care constituie procesul accelerării. Ideea a fost caracterizată drept o „filosofie marginală⁠(d)”.
Există abordări diferite ale teoriei acceleraționiste în funcție de înclinațiile politice. Adepții naționalismului alb doresc o „accelerare” a conflictelor rasiale prin terorism, colaps social și fundamentarea unei stat dominat de albi.

## Acceleraționismul contemporan

#### Acceleraționismul de extremă dreapta
Începând din 2010, neonaziștii, naționaliștii albi și supremaciștii au început să utilizeze termenul de „acceleraționism” pentru a denota ideea înființării unui stat condus de albi. Versiunea a fost influențat de buletinul informativ Siege al Frontului Național Socialist de Eliberare⁠(d) redactat de James Mason unde se milita pentru sabotaj, crime în masă și asasinări ale unor figuri importante cu scopul de a destabiliza și distruge sistemul actual considerat a fi în mâinile Noii Ordini Mondiale. Lucrările lui Mason au fost republicate și popularizate de siteul Iron March și gruparea Atomwaffen Division cunoscută pentru atacuri teroriste, crime și alte violențe. Conform Southern Poverty Law Center (SPLC), acceleraționiștii descriu societatea modernă drept irecuperabilă și au convingerea că ar trebui distrusă și înlocuită cu o societatea fascistă fundamentată pe naționalismul etnic. Adepții teoriei acceleraționismului susțin că scopurile politice pot fi concretizate doar prin violență.
Brenton Harrison Tarrant, atacatorul care a ucis 51 de persoane și a rănit alte 49 în Christchurch, menționa acceleraționismul într-una dintre secțiunile manifestului său intitulate „Destabilizare și Acceleraționism: tactici”. Teoria l-a influențat pe John Timothy Earnest, acuzat de incendierea moscheii Dar-ul-Arqam⁠(d) în Escondido, California și de atacul de la sinagoga Chabad în Poway⁠(d), respectiv pe Patrick Crusius, cel care a comis atacul din El Paso unde și-au pierdut viața 23 de persoane.

### Lucrări
- Land, Nick (2011). Brassier, Ray; Mackay, Robin (eds.). Fanged Noumena. Urbanomic. ISBN 9780955308789.
- Mackay, Robin, ed. (2014). #ACCELERATE: The Accelerationist Reader. Urbanomic. ISBN 9780957529557.
- Noys, Benjamin (2013). Malign Velocities: Accelerationism and Capitalism. Zero Books. ISBN 9781782793007.
- Srnicek, Nick; Williams, Alex (2015). Inventing the Future. Postcapitalism and a World without Work. Verso Books. ISBN 9781784780982
- Ma, Mike, (2019) Harassment Architecture, (A scattered look at). Murray Media ISBN 1795641495

### Articole
- Brassier, Ray (13 februarie 2014). "Wandering Abstraction". Mute.
- Brennan, Eugene (12 august 2013). ""Debate is Idiot Distraction": Accelerationism and the Politics of the Internet". 3:AM Magazine.
- Galindo Hervás, Alfonso (2016). "Delay or accelerate the end? Messianism, accelerationism and presentism". International Journal of Philosophy and Theology. 77 (4–5): 307–323. doi:10.1080/21692327.2016.1262783.
- Land, Nick."Meltdown". 10 decembrie 2013.
- Moreno, Gean (2012). "Notes on the Inorganic, Part I: Accelerations". E-flux.
- Negri, Antonio (2014). Tradus de Matteo Pasquinelli. "Reflections on the "Manifesto for an Accelerationist Politics"". 5 februarie 2015.
- Pasquinelli, Matteo (9 iunie 2014). "The Labour of Abstraction: Theses on Marxism and Accelerationism Arhivat în 18 martie 2020, la Wayback Machine.".
- Power, Nina (2015). "Decapitalism, Left Scarcity, and the State". Fillip.
- Wark, McKenzie (2013). "#Celerity: A Critique of the Manifesto for an Accelerationist Politics".